# Île de la Barthelasse
Het Île de la Barthelasse is een Frans riviereiland in de Rhône. Het is het grootste riviereiland van Europees Frankrijk. Het eiland kreeg zijn naam toen in 1447 Jean Richard d'Avignon, ook Barthelucius genaamd, het eiland verpachtte. In een tekst uit 1531 wordt er verwezen naar "l'île dite de la Barthelasse".
Het eiland ligt tussen Avignon in het departement Vaucluse in het oosten op de linkeroever van de Rhône en Villeneuve-lès-Avignon in het departement Gard in het westen op de rechteroever van de Rhône. De twee rivierarmen hebben hun eigen naam, de linkse arm in Avignon is de petit Rhône of bras mort, de rechtse arm die eveneens grotendeels de departementsgrens vormt is de grand Rhône of bras vif. Deze namen mogen niet verward worden met de Grand-Rhône en de Petit-Rhône, de twee armen van de Rhônedelta bij de monding, waartussen de Camargue is gelegen.
Het eiland heeft een oppervlakte van 700 hectare (7 km²) waarvan 400 hectare cultiveerbaar is. Het is ontstaan en gegroeid door de zich in de tijd wijzigende rivierloop van de Rhône en de zich aldus samenvoegende kleinere riviereilanden die vroeger bestonden. Nog steeds bevinden zich op het eiland resten van drie aparte dode rivierarmen. Het eiland heeft een onregelmatige vorm, met een sterk wisselende breedte. Ten westen van het centrum van het eiland, in de grand Rhône, is een tweede veel kleiner eiland gelegen, Île des Papes. De beide armen van de rivierarm daar hebben geen aparte naam.
Het eiland zelf behoort voor het grootste deel tot de gemeente Avignon. Het noordelijk deel van het eiland is grondgebied van de gemeenten Sauveterre en Villeneuve-lès-Avignon, beide onderdeel van het departement Gard. De departementsgrens verlaat hier de grand Rhône en volgt hier de overgebleven gedeeltes van een dode arm van de rivier die het eiland dwarst, zodat in het noorden de petit Rhône de departementsgrens vormt.
Het eiland is van oudsher een risicogebied voor overstromingen. De oudste overstroming die gedocumenteerd werd dateert van 1226. Die van 1433 en 1471 waren bijzonder zwaar in menselijke tol. In de 16de eeuw waren er niet minder dan 6 overstromingen, in de daaropvolgende eeuwen waren er rampen in 1622, 1679, een zeer zware in 1755, in 1840 en in 1856. In de 19de eeuw nog werden vervolgens dijken aangelegd om het eiland beter tegen de kracht van het water te verdedigen. Het eiland werd zowel in 2001, 2002 als in 2003 door hoogwater op de Rhône in belangrijke mate overstroomd.

## Verbindingen
De oudste toegang tot het eiland werd tussen 1177 en 1185 gerealiseerd met de bouw van de Pont Saint-Bénézet, dikwijls ook de Pont d'Avignon genoemd. Het eiland zelf had toen lang niet de omvang die het tegenwoordig gekregen heeft. Die ongeveer 900 m lange brug met een breedte van 4 m bestond uit 22 bogen waarvan 19 de Rhône overspanden. Van deze 22 bogen zijn er nog 4 bewaard gebleven. De brug was toen de enige oversteekplaats van de Rhône in een groot gebied, wat toelaat heel wat heffingen op het gebruik te innen. Een hele tijd liep de enige verbinding over land tussen de stad Lyon en de middellandse zee over deze brug. In 1603 begaf een boog het, in 1605 drie andere, de herstelling werden rond 1628 voltooid. In 1633 begaven terug 2 bogen het, in 1669 spoelde de Rhône het grootste deel van de brug weg. In de 19de eeuw werd een gierpont zoals ooit ontworpen door Hendrick Heuck in gebruik genomen voor de oversteek van de petit Rhône. Deze werd in 1973 uit dienst genomen.
Het bekende liedje "Sur le pont d'Avignon" zou ontstaan zijn in een toenmalig bekend danscafé onder een van de bogen van de brug waar op het liedje werd gedanst.
De belangrijkste bruggen naar het eiland bevinden zich tegenwoordig beide in het smalle zuidelijke deel van het eiland, van zuid naar noord de Pont de l'Europe en de Pont Édouard Daladier, beide zuidelijker dan de resten van de Pont Saint-Bénézet. Heel wat noordelijker, in het bredere deel van het eiland verbinden naar het westen toe twee bruggen het eiland met het kleinere Île des Papes gelegen in de grand Rhône, en is er een brug die het Île des Papes met de rechteroever van de rivier verbindt. Aan een van de bruggen tussen de twee eilanden bevindt zich de waterkrachtcentrale van Avignon, die werkt op de stroming van de helft van de grand Rhône. In het noorden is er dan nog een brug bij de waterkrachtcentrale van Sauveterre over de petit Rhône die het eiland met de gemeente Sorgues op de linkeroever verbindt.

## Fauna en flora
Het eiland is broedgebied voor sperwers, zwarte wouwen, grauwe kiekendieven en Gallinula. Het ooibos, samengesteld uit populieren, wilgen, iepen en elzen, is een habitat voor grasmussen, lijsters en reigers. De dode rivierarmen herbergen blauwe reigers, purperreigers, wilde eenden, duikeenden, aalscholvers en visarenden. Verder zijn op het eiland nog heel veel zoogdieren te vinden waaronder egels, mollen, spitsmuizen, bunzingen, vossen, dassen, steenmarters, wezels, boomeekhoorns, relmuizen, woelmuizen en bevers. Bevers waren eind 19de eeuw op het eiland verdwenen, maar na een jachtverbod, ingesteld in 1906, kwamen ze opnieuw talrijker voor op het eiland en hebben ze vanuit het Île de la Barthelasse terug de omliggende streken heroverd. Een populatie Floridakonijnen werd ooit door jagers op het eiland uitgezet. Uit een kwekerij ontsnapte beverratten komen eveneens op het eiland voor.
Op het eiland is er heel wat fruitteelt, met veel boomgaarden met peren en appels en seizoenteelt van kersen, perziken en abrikozen. Een artisanale productie van een eau de vie op basis van de Poire William-peer gebeurt op het eiland.